# ダイナマイト幸男
ダイナマイト 幸男（ダイナマイト ゆきお、本名：豊田幸男、1966年7月10日 - ）は、日本の元AV男優。血液型O型。
なお、2012年以降AVへの出演はしておらず、事実上の引退状態にある。

## 概要
東京都江東区出身。江東区立砂町中学校卒業。陸上自衛隊に入隊するも二回脱走した。
1999年、AV男優デビュー。キモメン男優として活躍する。